# Sangyāb Sar
Sangyāb Sar (persiska: Sang Kīāb Sar, سَنگ كياب سَر, سنگياب سر) är en ort i Iran.   Den ligger i provinsen Mazandaran, i den norra delen av landet, 230 km nordost om huvudstaden Teheran. Antalet invånare är 345.
Terrängen runt Sangyāb Sar är varierad. Runt Sangyāb Sar är det ganska tätbefolkat, med 72 invånare per kvadratkilometer. Närmaste större samhälle är Behshahr, 10,3 km väster om Sangyāb Sar. I omgivningarna runt Sangyāb Sar växer i huvudsak blandskog.